# Eric Hicks
Eric David Hicks (Erie, 17 giugno 1976) è un ex giocatore di football americano statunitense che ha militato nel ruolo di defensive end nella National Football League.

## Carriera

### Kansas City Chiefs
Hicks non fu scelto nel Draft NFL 1998, firmando con i Kansas City Chiefs. Con la squadra partì come titolare in 90 delle 96 partite disputate ed è il quinto di tutti i tempi della franchigia con 40,5 sack. Ebbe un massimo in carriera di 14 sack nella stagione 2000 in sole 11 gare come titolare, il quarto giocatore della storia dei Chiefs a raggiungere quella cifra. Nella sua unica partita come titolare nei playoff mise a segno 4 tackle contro gli Indianapolis Colts nel 2003. Hicks vide un declino nella sua produzione nel 2006, chiudendo con soli 7 placcaggi. Fu svincolato per risparmiare sul salary cap nel maggio 2007.

### New York Jets
Hicks firmò con i New York Jets per la stagione 2007 disputando 11 partite con 17 tackle e nessun sack. Il 18 dicembre 2007 fu svincolato.

### Detroit Lions
Dopo avere trascorso la stagione 2008 lontano dal football, Hicks firmò con i Detroit Lions il 4 maggio 2009. Fu svincolato il 30 luglio 2009.